# 八窓庵

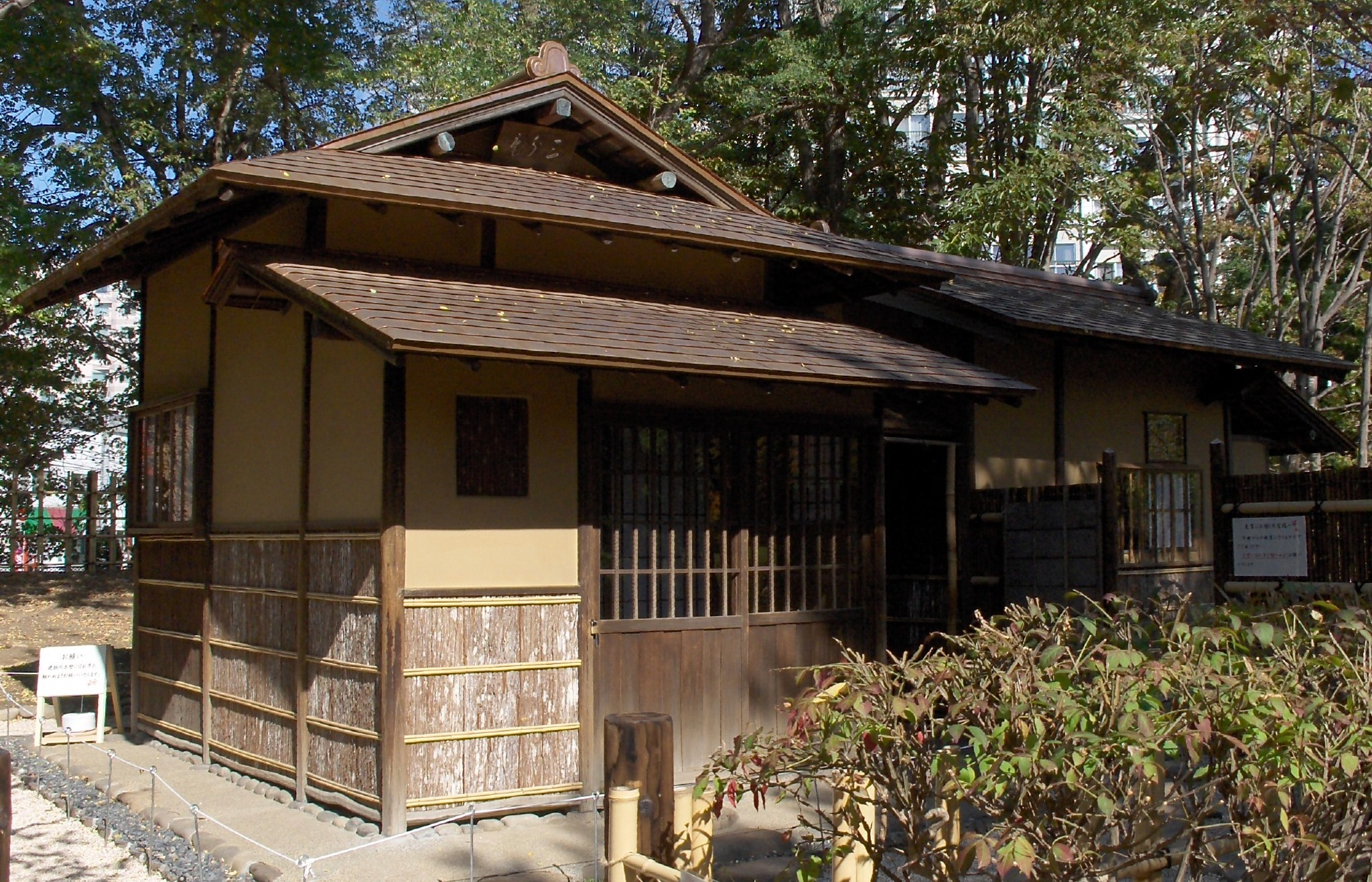
八窓庵、三分庵側より撮影（八窓庵は写真右手奥）

八窓庵（はっそうあん）は、北海道札幌市中央区の中島公園にある茶室である。当初は近江国小室城（滋賀県長浜市）に建てられていた。重要文化財（1936年9月18日指定）。
小堀政一（遠州）の作と言われ、「遠州三茶室」の一つとされる。
茶室忘筌席（ちゃしつぼうせんせき）、旧舎那院忘筌（きゅうしゃないんぼうせん）とも呼ばれる。茶室正面には、遠州自筆と見られる「忘筌」の扁額が掲げられており、茶室忘筌席（忘筌茶席）を正式名称とする説もあるが、一般には京都・孤篷庵の茶室・忘筌と区別するために旧舎那院忘筌の名称が用いられている（「忘筌」とは、「茶筅の手を忘れる」の意で、作者遠州の満足感を示すものと言われる）。

## 概要

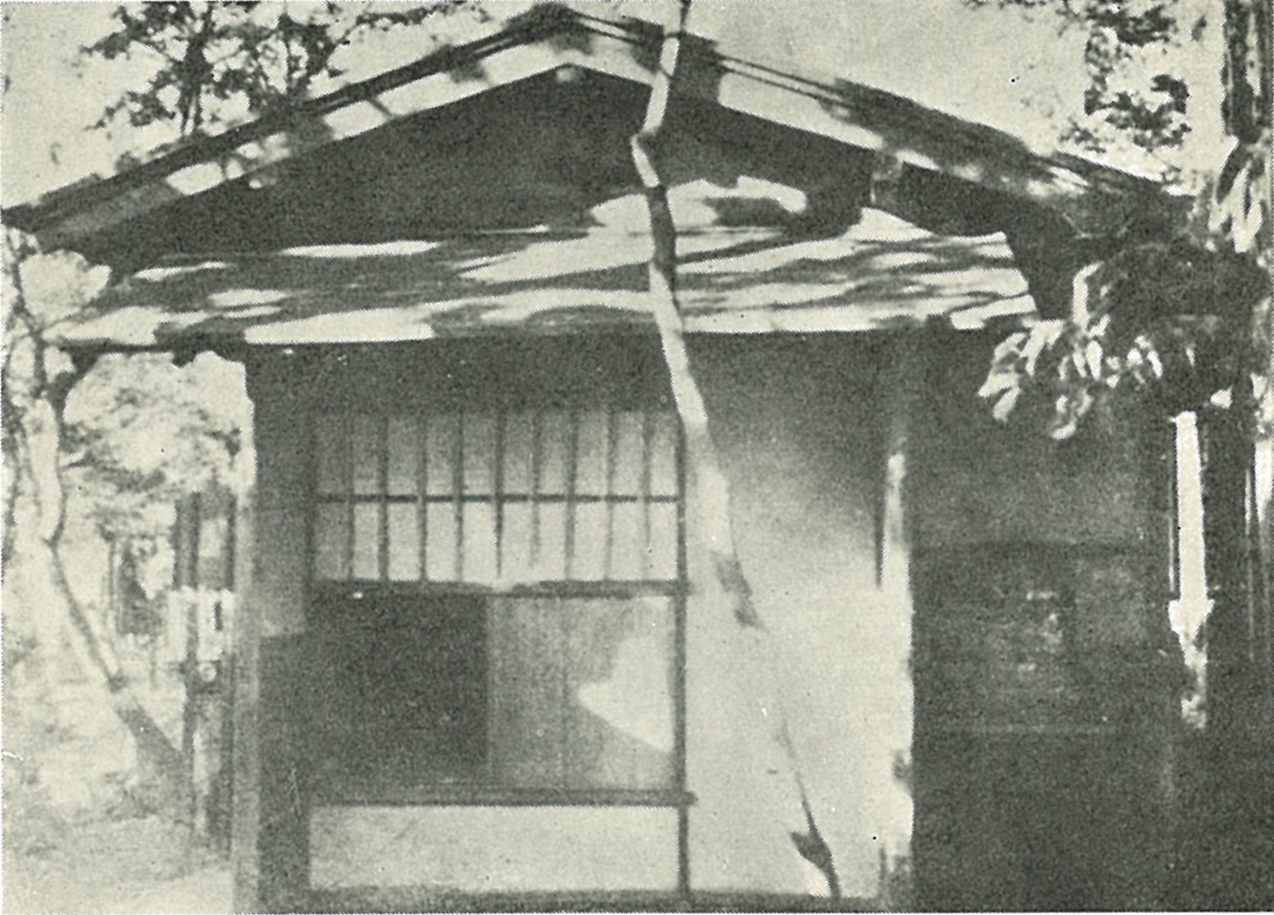
中島公園に移転する前の八窓庵（1960年代初頭の撮影）

二畳台目の草庵風の茶室で、江戸時代初期の作とされるが、正確な建築年は不詳である。当初は、小堀政一の居城である小室城内の孤篷庵にあった。その後長浜八幡宮の俊蔵院に移転し、さらに1871年頃に川崎村（現在の長浜市川崎町）の円教寺に移った後、長浜町（当時）の長尾慈海によって町内の舎那院へ移築された。
長尾も維持が困難となったので、1919年に札幌の実業家・持田謹也が長浜町竹生島の宝厳寺住職・峰覚以や同町有志、京都の岡田英斉らの斡旋で譲り受け、解体して北海道まで運搬した。持田はさらに、当時散逸していた燈籠・庭石・器物などを苦心して蒐集し、1925年に現在の市内中央区北4条西12丁目の自宅敷地内で往時の姿を再現した。この時、三分庵（四畳半茶室）と水屋が増設された。1936年、当時の国宝保存法により国宝（旧国宝、現行法の重要文化財に相当）に指定。その後1950年に住宅とともに実業家・長沢栄一の所有となった。同年、国宝保存法が廃止され、文化財保護法が施行されたことに伴い、重要文化財となった（増設された三分庵と水屋は重要文化財指定の対象外）。
長沢家では夫人の春子が永く保存に努めてきたが、家族の留守中に一般公開出来ないことなどから、札幌市への寄贈を決め、1971年9月に中島公園内へ移転した。移転に際しては、建物を解体せずに深夜トラックで輸送した。なお、移転後間もなくして春子は急死したという。
冬期には積雪による荷重から建物を守るためにプレハブの上屋が仮設されていたが、2005年3月にプレハブ上屋が倒壊、それに伴って八窓庵・水屋が全壊・三分庵が半壊した。
全壊後、事故調査委員会を設け解体調査を実施。この際八窓庵の屋根裏部分（小屋束東面）に、建造物修繕記録である棟札を2枚（明治三十五年棟札・大正十四年棟札）発見。1919年に建物を譲り受けた持田謹也が、部材を札幌に輸送。1925年に部材を組み立てたことが判明した。
2005年の全壊時には構造材、造作材ともにことごとく折損、割損したが、重要文化財指定解除には至らず、修理に際しては可能な限り旧材を補強のうえ再用した。土壁についても木舞をできる限り再用し、壁土は保管されていた元の土を練り直し、不足分は新たな土を足して仕上げた。特に中柱（点前座と炉の間に立つ柱）は2か所で破断し、3本に折れてしまったが、内部にヒノキ材の補強材を入れ、アクリルエマルジョンを使用した減圧含浸を行って補強し、再用された。

## 建築

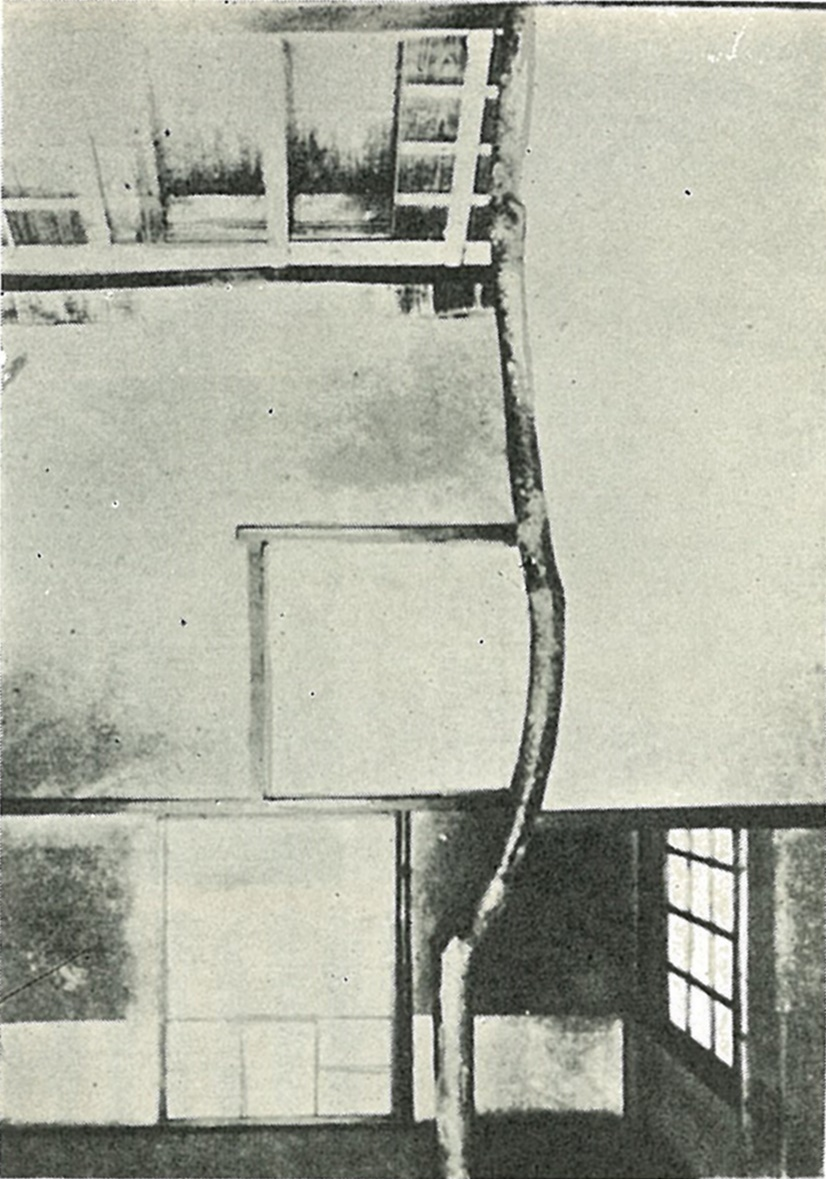
八窓庵の内部。点前座と炉の間の中柱と天井の一部などが確認出来る（1960年代初頭の撮影）

3つの連子窓、4つの下地窓、1つの突上窓の計8窓があることから、八窓庵と呼ばれる。窓の少ないのが茶室の通例であるが、それを破っている。また、「にじり口」と称する小さな出入口も特徴の一つである。屋根は切妻造で、建築当時は茅葺であったが、後に杮葺となり、現在はその上を銅板で葺いている。壁は土壁であり、聚楽土と呼ばれる京都付近で産出される土が用いられている。客座の天井は蒲の葉を筵の様に編んで作ったもので、炉前にある中柱は赤松の皮付き丸太が用いられている。この中柱が茶室のシンボルで、遠州が自ら釿（ちょうな）をかけて作ったものだという。建物の位置、庭園の植木や燈籠などの布置はほぼ原型通りと言われるが、庭石の配置は中島公園に移転した際、一部変更された。

## 歴史
- 当初、小堀政一の居城小室城内の孤篷庵に所在（現滋賀県長浜市）。
- 江戸時代末期 - 明治初期 - 長浜八幡宮、川崎村円教寺を経て舎那院へ移築。
- 1919年 - 札幌市の実業家、持田謹也が購入、札幌へ部材を運ぶ。
- 1925年 - 札幌市内（現中央区北4条西12丁目）の持田邸内にて組み立て再建。三分庵、水屋を増設。
- 1936年9月18日 - 国宝保存法により国宝（旧国宝）に指定。
- 1950年 - 自宅とともに実業家・長沢栄一の所有となる。
- 1950年8月29日 - 文化財保護法施行により重要文化財となる。
- 1971年 - 札幌市へ寄贈される。
- 1971年9月 - 中島公園北側日本庭園内（現在地）に移転。
- 1987年 - 露地が作庭される。
- 2005年3月 - 冬期間、建物の真上で雪を支えるプレハブ上屋が倒壊し、八窓庵が全壊。解体調査時に2枚の棟札を発見。
- 2008年10月 - 修復作業終了。